# رخله
رخله (به عربی: رخلة) یک روستا در سوریه است که در استان ریف دمشق واقع شده‌است. رخله ۳۶۸ نفر جمعیت دارد و ۱٬۵۵۰ متر بالاتر از سطح دریا واقع شده‌است.